# Shine On
Shine On är en samlingsbox av Pink Floyd som gavs ut 1992.

## Innehåll
De åtta albumen som är inkluderade i samlingen är:
- A Saucerful of Secrets
- Meddle
- The Dark Side of the Moon
- Wish You Were Here
- Animals
- The Wall
- A Momentary Lapse of Reason
- The Early Singles